# Abelmoschus crinitus
Abelmoschus crinitus é uma planta da família da malva (Malvaceae)
, encontrado no Sul da Ásia, China, Java e Filipinas